# Mons La Hire
Il Mons La Hire è una struttura geologica della superficie della Luna.
Il mons è dedicato all'astronomo francese Philippe de La Hire.

## Crateri correlati
Alcuni crateri minori situati in prossimità del Mons La Hire sono convenzionalmente identificati, sulle mappe lunari, attraverso una lettera associata al nome.
| La Hire | Coordinate            | Diametro (in km) |
| ------- | --------------------- | ---------------- |
| A       | 28°31′48″N 23°27′36″W | 4,89             |
| B       | 27°41′24″N 23°01′48″W | 3,84             |

Il cratere La Hire D è stato ridenominato dall'Unione Astronomica Internazionale Caventou nel 1976.